# Échangeur de Courtenay
Het Échangeur Courtenay is een snelwegknooppunt in de Franse regio Centre-Val de Loire. Op dit knooppunt bij de plaats Courtenay kruist de A19 de A6.

## Bouwvorm
Het knooppunt is een mixvormknooppunt.